# 80/81
80/81 från 1980 är ett dubbelalbum med jazzgitarristen Pat Metheny.

## Låtlista
Musiken är skriven av Pat Metheny om inget annat anges.
1. Two Folk Songs (Pat Metheny/Charlie Haden) – 20:53
2. 80/81 – 7:34
3. The Bat – 6:05
4. Turnaround (Ornette Coleman) – 7:05
5. Open (Pat Metheny/Jack DeJohnette/Dewey Redman/Charlie Haden/Michael Brecker) – 13:34
6. Pretty Scattered – 7:05
7. Every Day (I Thank You) – 13:22
8. Goin’ Ahead – 3:51

## Medverkande
- Pat Metheny – akustisk gitarr, elgitarr
- Charlie Haden – kontrabas
- Jack DeJohnette – trummor
- Dewey Redman – tenorsaxofon (spår 2, 3, 5, 6)
- Michael Brecker – tenorsaxofon (spår 1, 2, 5–7)